# Liopeltis
Liopeltis – rodzaj węży z podrodziny Colubrinae w rodzinie połozowatych (Colubridae).

## Zasięg występowania
Rodzaj obejmuje gatunki występujące w Indiach, Mjanmie, Laosie, Tajlandii, Kambodży, Wietnamie, Chinach (Junnan), Malezji, Singapurze, na Filipinach, w Brunei i Indonezji.

## Systematyka

### Etymologia
- Liopeltis: gr. λειος leios „gładki”[5]; πελτη peltē „mała tarcza bez obramowania” (tj. łuska)[6].
- Phragmitophis: gr. φραγμιτης phragmitēs „trzcina rosnąca w żywopłotach”, od φραγμος phragmos „żywopłot”[7]; οφις ophis, οφεως opheōs „wąż”[8]. Gatunek typowy: Herpetodryas tricolor Schlegel, 1837.

### Podział systematyczny
Do rodzaju należą następujące gatunki:
- Liopeltis philippina (Boettger, 1897)
- Liopeltis stoliczkae (Sclater, 1891)
- Liopeltis tiomanica Som, Grismer, Grismer, Wood, Quah, Brown, Diesmos, Weinell & Stuart, 2020
- Liopeltis tricolor (Schlegel, 1837)